# Aylin
Aylin ist als eine Nebenform von Ayla ein türkischer weiblicher Vorname mit der Bedeutung Heiligenschein, Aureole, Mondlicht, Korona oder Lichtkranz.

## Namensträgerinnen
- Aylin Aslım (* 1976), türkische Poprocksängerin
- Aylin Bok (* 1996), deutsche Handballspielerin
- Aylin Daşdelen (* 1982), türkische Gewichtheberin
- Aylin Engör (* 1991), türkische Schauspielerin
- Aylin Esener (* 1975), deutsche Schauspielerin
- Aylin Kabasakal (* 1974), türkische Schauspielerin
- Aylin Kontente (* 1982), türkische Schauspielerin
- Aylin Kösetürk (* 1993), österreichisches Model türkischer Abstammung
- Aylin Langreuter (* 1976), deutsche Konzept- und Appropriationskünstlerin und Hochschullehrerin
- Aylin Nazlıaka (* 1968), türkische Wirtschaftswissenschaftlerin und Politikerin
- Aylin Öcal (* 1996), deutsche Schauspielerin
- Aylin Ravanyar (* 1997), deutsche Schauspielerin iranischer Herkunft
- Aylin Tezel (* 1983), deutsche Schauspielerin und Tänzerin
- Aylin Vatankoş (* 1970), türkische Pop- und Folklore-Sängerin
- Aylin Werner (* 1990), deutsche Theater- und Filmschauspielerin
- Aylin Yaman (* 1967), türkische Ärztin, Gesundheitsmanagerin und Politikerin (CHP)
- Aylin Yaren (* 1989), deutsch-türkische Fußballspielerin

Zwischenname
- Lara Aylin Winkler (* 1999), deutsche Schauspielerin
- Larina Aylin Hillemann (* 1996), deutsche Steuerfrau im Rudern
- Sina Aylin Koriath (* 1994), deutsche Politikerin (Bündnis 90/Die Grünen)